# Kościół św. Jakuba w Tuchowie
Kościół pw. św. Jakuba Starszego Apostoła w Tuchowie – murowany późnobarokowy kościół parafialny w Tuchowie.

## Historia
Kościół został zbudowany w latach 1791–1794, na miejscu dwóch wcześniejszych świątyń o tym samym wezwaniu, pierwszej, drewnianej z 1458 roku i kolejnej, murowanej, pochodzącej z I. połowy XVII wieku. Obecny kościół powstał dzięki fundacji benedyktynów z opactwa w Tyńcu. Konsekrował go w 1797 roku opat tyniecki i późniejszy biskup tarnowski Florian Amand Janowski.

## Architektura i wyposażenie
Obiekt jest trójnawową orientowaną bazyliką z zamkniętym półkoliście prezbiterium. Fasadę zachodnią wieńczy dwukondygnacyjna wieża nakryta baniastym hełmem.
Większość wyposażenia wnętrza kościoła: ołtarz główny i część bocznych, ambona, chrzcielnica, prospekt organowy, stalle i dwa konfesjonały reprezentują styl rokokowy. Wnętrze nakryte jest sklepieniami żaglastymi.

## Galeria

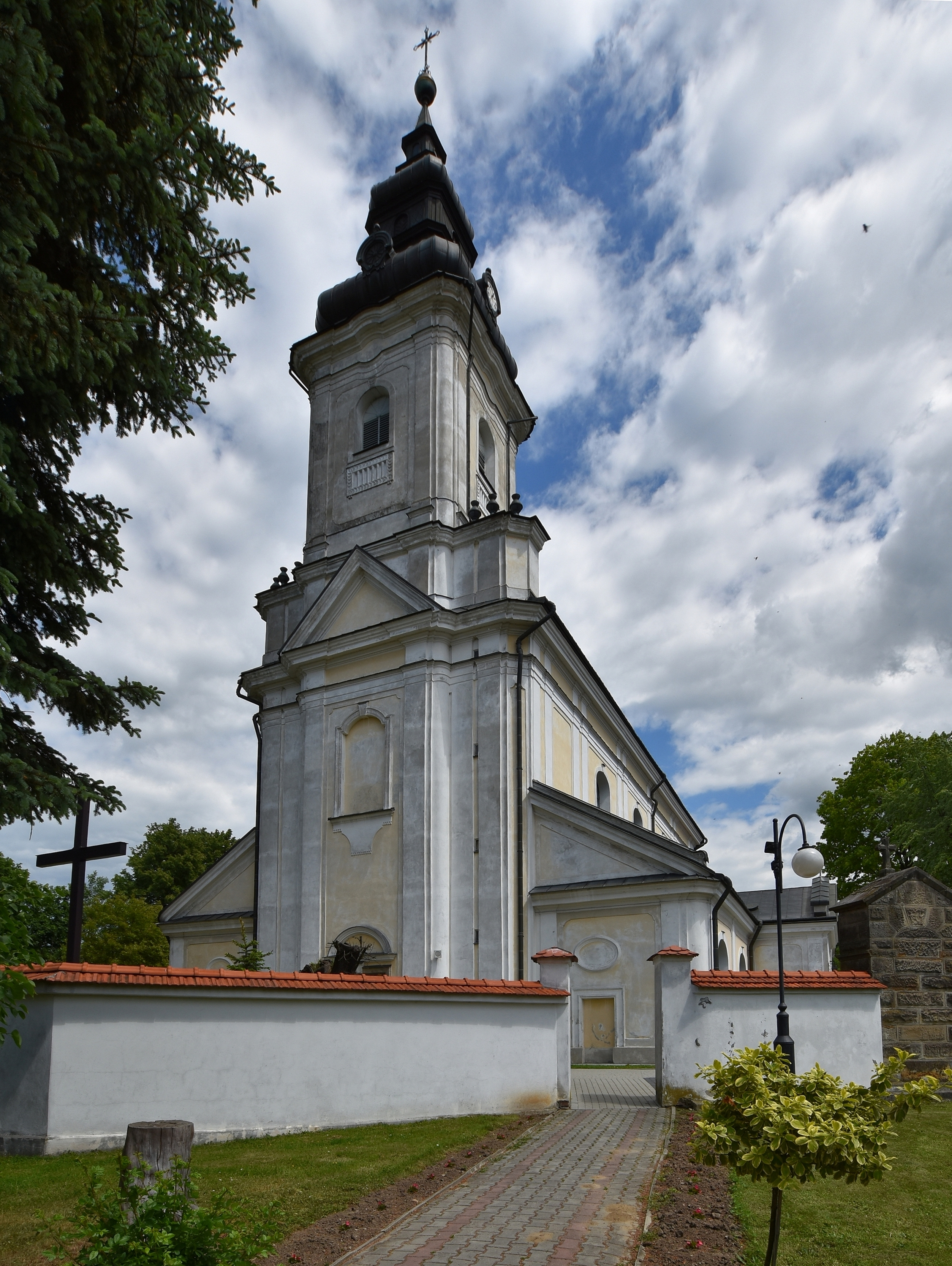
Elewacja frontowa
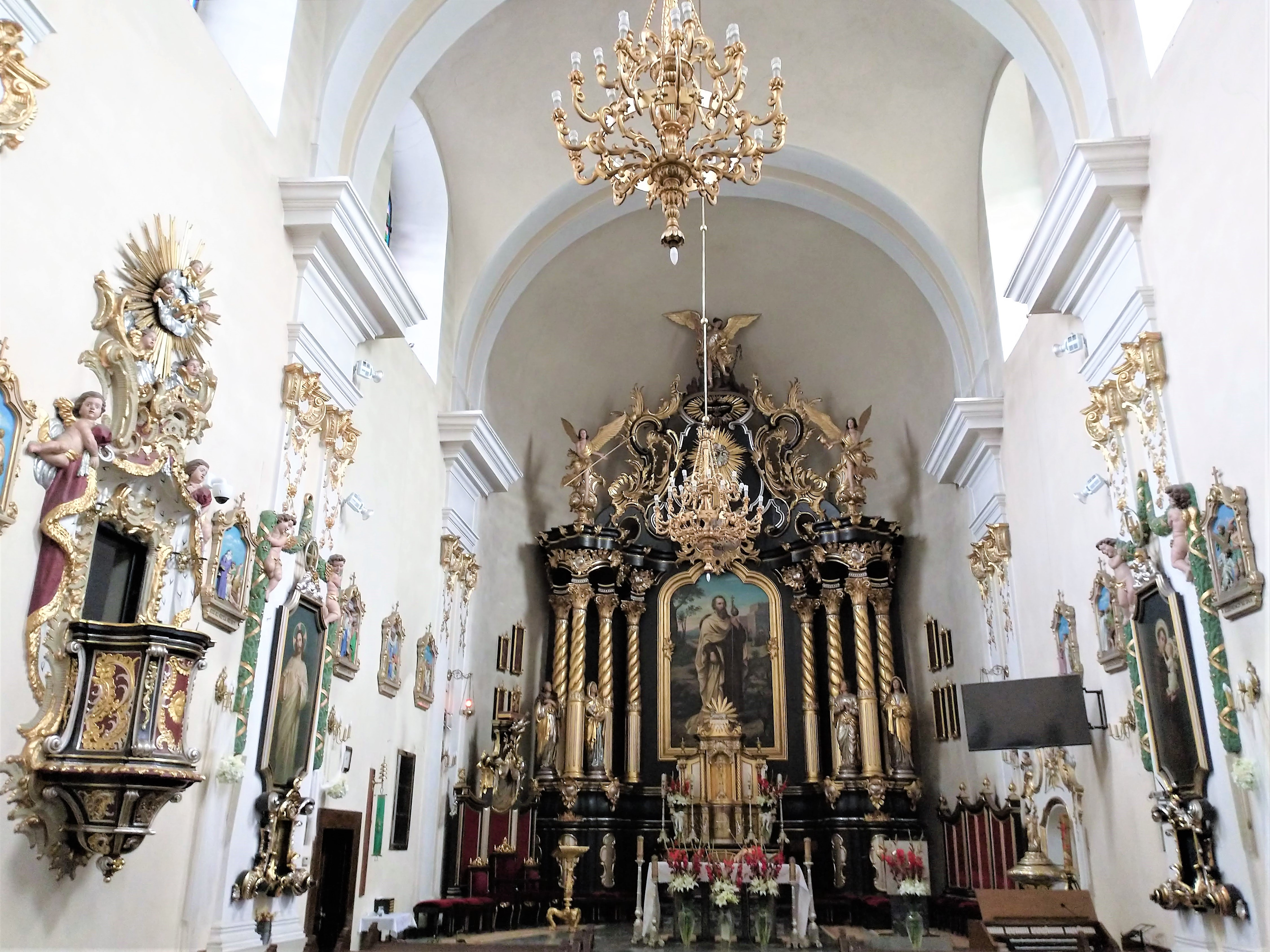
Wnętrze
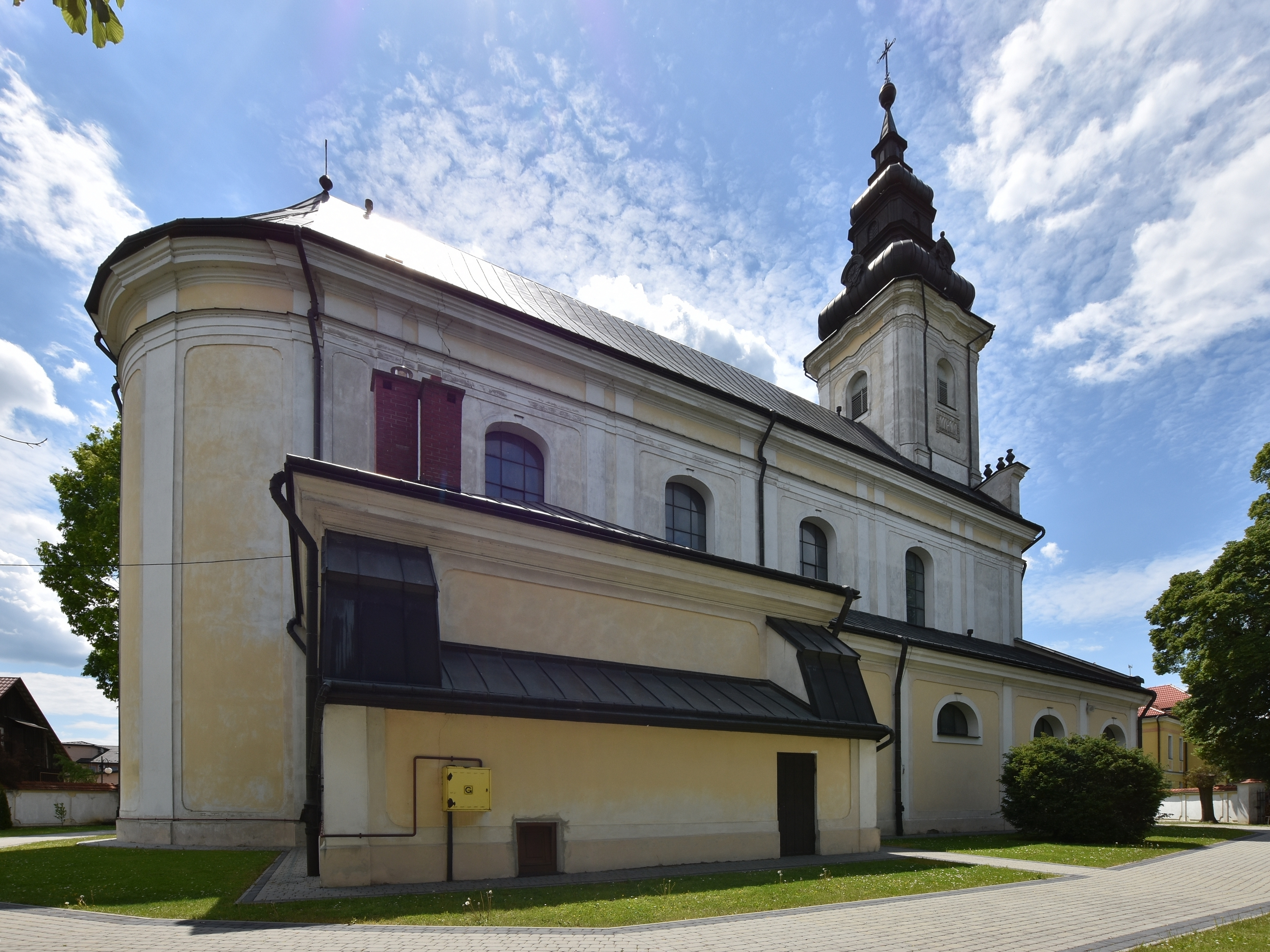
Elewacja północna